# Nehawka (Nebraska)
Nehawka je selo u američkoj saveznoj državi Nebraska. Prema popisu stanovništva iz 2010. u njemu je živjelo 204 stanovnika.